# Lucifer's Hammer
Lucifer's Hammer este un roman științifico-fantastic postapocaliptic din 1977 de Larry Niven și Jerry Pournelle. A fost nominalizat la Premiul Hugo pentru cel mai bun roman în 1978. O adaptare pentru benzi desenate a fost publicată de Innovation Comics în 1993.

## Prezentare
Are loc o devastare monumentală pe tot globul după ce proaspăt descoperita cometă Hamner-Brown se ciocnește cu Pământul.
Pentru milionarul Tim Hamner, cometa este un bilet pentru nemurire. Pentru producătorul de filme Harvey Randall, este o șansă de a-și răscumpăra o carieră flagrantă. Iar pentru astronauții John Baker și Rick Delanty, este o a doua șansă de glorie în spațiul cosmic.
Dar pentru restul lumii prinsă de febra cometei, fascinația se transformă repede în frică. Și doar cei care supraviețuiesc impactului vor cunoaște și mai multă teroare, atunci când bogații și săracii, politicienii și ucigașii, se întorc unul împotriva celuilalt - iar rămășițele umanității devin sălbatice pentru a lupta pentru ceea ce rămâne din ce în ce mai puțin ... 

## Legături externe
- en  Istoria publicării lucrării Lucifer's Hammer la Internet Speculative Fiction Database
- Lucifer's Hammer at Worlds Without End
- Lucifer's Hammer Arhivat în 13 februarie 2009, la Wayback Machine. sample chapters from Baen Books (the Hot Fudge Sundae scene is in "April: One")

## Vezi și
- 1977 în științifico-fantastic